# Culicoides tuttifrutti
Culicoides tuttifrutti är en tvåvingeart som beskrevs av Meiswinkel och Edward Francis Linton 2003. Culicoides tuttifrutti ingår i släktet Culicoides och familjen svidknott. Inga underarter finns listade i Catalogue of Life.